# Cyklobutan
Cyklobutan är en mättad cykloalkan med fyra kolatomer i ringen.

## Beskrivning
Cyklobutan är vid standardtryck och -temperatur en färglös gas med sötaktig lukt. Ämnet är väldigt brandfarligt.

## Konformation
På grund av dess snäva bindningsvinklar har cyklobutan en avsevärd ringspänning, cirka 111 kJ/mol. Trots detta är bindningsvinklarna inte 90°, det närmast möjliga värdet till optimala 109,5°, utan runt 88°. Förklaringen till detta är att väteatomerna befinner sig i en eclipsed konformation till varandra om bindningsvinkeln är rät, varpå steriska interaktioner höjer molekylens energi. Då bindningsvinkeln i ringen är 88° ligger väteatomerna något staggered till varandra. Detta minskar de steriska interaktionerna.
Energibarriären som måste övervinnas för att cyklobutan ska invertera via det plana övergångstillståndet är mycket låg, cirka 6,1 kJ/mol, och cyklobutan kan därför ofta betraktas som plan.